# Parametriocnemus fusinger
Parametriocnemus fusinger är en tvåvingeart som först beskrevs av Jean-Jacques Kieffer 1911.  Parametriocnemus fusinger ingår i släktet Parametriocnemus och familjen fjädermyggor. Inga underarter finns listade i Catalogue of Life.